# Laphystotes ariel
Laphystotes ariel là một loài ruồi trong họ Asilidae. Laphystotes ariel được Londt miêu tả năm 2004. Loài này phân bố ở vùng nhiệt đới châu Phi.